# 铠螋蛛
铠螋蛛（学名：Sosticus loricatus）为平腹蛛科螋蛛属的动物。分布于全北区以及中国大陆的内蒙古、新疆等地，多生活于草丛之石块下以及亦见于居民点。该物种的模式产地在欧洲。